# 陳僖 (清朝)
陳僖（？—？），字藹公，號餘庵、想園。直隸清苑人。河北古文名家，計東稱其文章為河朔第一，王士禎論河北古文，以陳僖為首。
齋室名燕山堂。著有《燕山草堂集》。

## 生平
年少時曾向高鐈學習。明末貢生，十三歲時已在文社有名氣，為陳名夏、李雯所贊許。年紀稍長後，南下江淮地區遊歷，與顧夢游、陳瑚等人往來，其中與計東關係最好。
自稱清順治十三年（1656年）始折節讀書，參加科舉。順治十六年（1659年）歲暮，陳僖在劉體仁京邸結識汪琬，與他商榷文章、相談甚歡。陳僖歸里後，作〈與汪比部論文書〉、〈再與汪比部論文書〉、〈三與汪比部論文書〉，而汪琬有〈答陳靄公論文書〉二篇答覆。兩人圍繞著文章究竟該以「崇法」或「明道」為中心的論爭，是清初文壇極為重要的一場辯論。康熙十八年（1679年）舉博學鴻儒科，與試不第。
與龔鼎孳、梁清標有往來。